# Херши (Небраска)
Херши (енгл. Hershey) град је у америчкој савезној држави Небраска.

## Демографија
По попису из 2010. године број становника је 665, што је 93 (16,3%) становника више него 2000. године.
| Група             | 2000.       | 2010.       |
| Белци             | 511 (89,3%) | 584 (87,8%) |
| Афроамериканци    | 1 (0,2%)    | 2 (0,3%)    |
| Азијати           | 3 (0,5%)    | 2 (0,3%)    |
| Хиспаноамериканци | 55 (9,6%)   | 59 (8,9%)   |
| Укупно            | 572         | 665         |